# Ave Mary. E la chiesa inventò la donna
Ave Mary. E la chiesa inventò la donna è un saggio scritto da Michela Murgia. Pubblicato nel maggio 2011, il libro riscuote subito un successo nazionale, tant'è che il 26 maggio risulta già essere 3° nella classifica generale del Corriere della Sera e 1° per quanto riguarda la saggistica.
Nel testo si esamina l'impatto del cristianesimo sulla percezione della donna nella società e la rappresentazione della figura femminile nella religione cristiana. Murgia sostiene che la Chiesa ha contribuito a creare un'immagine negativa della donna, presentandola come inferiore e peccatrice, e ha impedito il riconoscimento delle sue capacità e potenzialità. Attraverso l'analisi di testi sacri, storie di sante e pratiche religiose, la tesi che l'autrice intende dimostrare è come la religione abbia plasmato la percezione della donna nella società e nella cultura. Il libro offre una visione critica della Chiesa e del suo ruolo nella costruzione della identità femminile.

## Accoglienza e risposta
La pubblicazione ha ottenuto giudizi positivi da Avvenire e dal Coordinamento Teologhe Italiane; in generale, a detta di Paolo Merlini,
ha raccolto il plauso della critica e del pubblico e ha messo d'accordo laici e credenti. Al contrario, è stata criticata da Lucetta Scaraffia sull'Osservatore Romano con l'accusa di essere fatto di idee banali, dopo che lo stesso quotidiano aveva pubblicato una recensione in cui lodava punti di vista ritenuti inediti sulla figura della Madonna e della donna in generale nella storia della Chiesa cattolica.

## Influenze
Le tesi di Ave Mary hanno ispirato ai Punkreas il testo di Santa Madonna, cantato da Fedez e contenuto nell'album Signor Brainwash - L'arte di accontentare.

## Edizioni
- Michela Murgia, Ave Mary, 1ª ed., Torino, Einaudi, 2011, ISBN 88-7638-044-2.